# Tabwakea
Tabwakea è il più grande insediamento sull'atollo dell'isola Christmas (Christmas Island, anche Kiritimati) nelle Kiribati. La sua popolazione conta 3.001 persone (2015), il che ne fa il terzo insediamento delle Kiribati, dopo Tarawa Sud e Betio.
Il nome di Tabwakea (“tartaruga”) gli è stato dato dal governo di Kiribati.